# Boy-Scoutz 'n the Hood
Boy-Scoutz N the Hood, llamado Explorador de incógnito en España y Exploradores a fuerza en Hispanoamérica, es el octavo episodio perteneciente a la quinta temporada de la serie animada Los Simpson, emitido originalmente el 18 de noviembre de 1993. El episodio fue escrito por Dan McGrath y dirigido por Jeffrey Lynch. Ernest Borgnine fue la estrella invitada.

## Sinopsis
Todo comienza cuando Bart y Milhouse, jugando a los videojuegos, son obligados a irse del lugar al quedarse sin dinero. Mientras tanto, Homer tira su último cacahuete debajo del sillón y, cuando trata de buscarlo, halla un billete de 20 dólares. Sin embargo, cuando comienza a caminar para gastar su dinero, tropieza con el cacahuete, y el billete vuela a través de la ventana abierta. Bart y Milhouse encuentran el billete, el cual usan para comprar un batido grande y dulce, ya que Apu lo había llenado completamente de jarabe. Después de haber tenido alucinaciones, ambos hacen una cruzada alrededor de Springfield, bajo los efectos del azúcar. A la mañana siguiente, Bart no recuerda nada de lo ocurrido el día anterior, por lo que se sorprende cuando Lisa le revela que se ha unido a los niños exploradores. 
Ese mismo día, Bart lleva su uniforme a la escuela para devolverlo, pero luego descubre que los niños exploradores se salvan de hacer el examen de matemáticas para asistir a una reunión. Aunque la primera reunión de exploradores le desagrada, luego ve que los niños recibían navajas de bolsillo por ser scouts, motivando al niño. 
Un día, los exploradores pactan realizar un viaje de padres e hijos, así que Bart se ve obligado a llevar a Homer. Al padre no le gusta demasiado la idea, menos aún cuando ve que debe compartir su balsa con Ned Flanders. Accidentalmente, en el río, el pequeño grupo de Bart, Homer, Ned y Todd Flanders toma el camino equivocado y quedan perdidos en el mar. Sin tener otra cosa que hacer, deciden esperar a ser rescatados, aún después de gastar la comida y elagua. Cuando todo parece perdido, Homer detecta un aroma a hamburguesas, descubriendo un puesto de Krusty Burger ubicado en una plataforma petrolera en medio del mar.
Mientras tanto, los otros niños exploradores habían tomado el camino correcto, pero terminan peor que el grupo de Homer: cuando estaban en medio del bosque haciendo una fogata, son atacados por un oso, contra el cual Ernest Borgnine, quien lideraba el grupo, no podía luchar ya que Homer le había robado su navaja de bolsillo para dársela a Bart como regalo. Al final el grupo de Borgnine es atacado por un ser desconocido en un campamento abandonado.